# Orlando Senna
Orlando Sales de Senna (Lençóis, 25 de abril de 1940) é um cineasta, escritor e jornalista brasileiro.
Um dos mais destacados cineastas e teóricos do cinema baiano, Orlando Senna foi diretor e/ou roteirista de trinta filmes de ficção e documentários, incluindo Iracema (1974), Diamante Bruto (1977) e, como roteirista, A Ópera do Malandro (1986). Seus filmes receberam prêmios nos festivais de Cannes, Figueira da Foz, Taormina, Pesaro, Havana, Porto Rico, Brasília, Gramado e Rio de Janeiro. Seus trabalhos para a televisão foram premiados na Inglaterra com o British Environment and Media Awards e o Panda do Festival Wildscreen, conhecido como Oscar Verde. Dirigiu cerca de 30 peças e publicou os livros Um gosto da eternidade e Os lençóis e os sonhos.

## Biografia
Nasceu em  Lençóis, cidade situada na Chapada Diamantina, região central do estado da Bahia. Mudou-se para Salvador para cursar o Ensino Médio no tradicional Colégio Maristas, onde conheceu o cineasta Glauber Rocha. Terminado os estudos ingressou para o curso de Direito, mas, não concluiu, deixando o curso para estudar teatro. 
Tornou-se jornalista e começou a produzir na área de cinema nos anos 60. Trabalhou como editor e colaborador do Suplemento Cultural do Diário de Notícias de Salvador, e dirigiu documentários, a exemplo de "Imagem da Terra e do Povo" (produzido por Glauber Rocha), "Lenda Africana na Bahia" e outros. No mundo dos longas, fez o  "69 - a construção da morte",material que nunca pôde ser exibido devido à perda de parte do copião. 
Trabalhou em São Paulo no teatro com o Teatro de cordel, no ano de 1970. Mudou-se para o Rio de Janeiro em 72 para trabalhar no Correio da Manhã, Última Hora e Jornal do Brasil. Além de trabalhos fora do país.
Em 1987, ajudou a implantar e dirigiu a Escuela Internacional de Cine Y TV - San Antonio de Los Baños, em Cuba;
Em 1994, criou e dirigiu o Curso de Dramaturgia Audiovisual e Roteiro do Centro de Capacitação Cinematográfica do México;
Em 1996 dirigiu o Centro Dragão do Mar de Arte e Cultura, em Fortaleza, no Ceará;
Em 2003 assumiu a Secretaria do Audiovisual do Ministério da Cultura, até 2007;
Em 2007 assumiu a Empresa Brasil de Comunicação (EBC), que gere a TV Brasil, mas, em junho de 2008 enviou uma carta aberta ao público anunciando seu pedido de demissão da TV Brasil, intitulada "Prestando Contas".
Entre 2008 e 2015 presidiu a TAL - TELEVISÃO AMÉRICA LATINA, uma rede comunicação entre canais educativos, produtores independentes e instituições culturais de toda a América Latina;
Atualmente, para felicidade do cinema brasileiro, Orlando Senna voltou a dedicar-se à produção. Lidera o Núcleo Criativo de Ondina, programa da Ancine criado em 2013. Desse núcleo, que reúne, ainda, outros importantes nomes do cinema brasileiro, seis projetos audiovisuais serão construídos. Orlando Senna também é É membro do Conselho Superior da Nova Fundação do Cinema Latino-Americano.

### Filmografia
Festa  1961
Imagem da terra e do povo (Roteiro e Direção) 1962
Rebelião em Novo Sol  (Roteiro e Direção) 1963
Festas populares      ( PRODUÇÃO )  1965
Lenda africana  (Roteiro, Direção e Produção) 1965
Dois de Julho  (Roteiro, Direção e Produção)1966
Bahia Bienal   (Roteiro, Direção e Produção) 1967
Caveira my friend  (Produção) 1968
Iracema  (Roteiro e Direção)1974
Gitirana    (Argumento, Roteiro e Direção )1975
O rei da noite  ( Roteiro)1976
Coronel Delmiro Gouveia ( Argumento e Roteiro)1977
Diamante bruto (Roteiro, Direção e Produção) 1977 
Iyá mi agbá   ( Roteiro)1979
Abrigo nuclear  ( Roteiro)1981
Cultivar  (Roteiro e Direção) 1982
Água Ipanema (Roteiro e Direção)1982
Ilé Aiyé Angola (Roteiro e Direção)1984
Ópera do Malandro   ( Roteiro)1986
Carne de sol   ( Roteiro) 1986
Cuba Libre  ( Roteiro) 1987
Brascuba (Roteiro e Direção) 1987
Sabor a mi (Roteiro e Direção) 1992
A dívida da vida / The Life Debt   ( Roteiro) 1993
O lado certo da vida errada   ( Roteiro) 1996                                                                 
Edipo Alcalde / Oedipus Major   ( Argumento )  1996
Iremos a Beirute  ( Roteiro) 1997
Cinema Novo  (Roteiro, Direção e Produção)1998
No mundo das letras escreveu:
Xana - Editora Codecri, 1979
Ares nunca dantes navegados - Editora Brasiliense, 1984
Máquinas eróticas - Editora Rocco, 1985
Um gosto de eternidade – A Girafa Editora, 2006
O homem da montanha (autobiografia, editoração Hermes Leal) – Coleção Aplauso, 2008
Os lençóis e os sonhos – Editora Record, 2009 (também publicado em espanhol, Sábanas y Sueños, Editorial Casa de las Américas, 2012).
Em parceria, escreveu: 
Coronel Delmiro Gouveia (coautoria Geraldo Sarno) - Editora Codecri, 1979
 Ajaká (coautoria Juana Elbein dos Santos, Mestre Didi) - Editora Secneb, 1991
Así de simple (coautoria Robert Redford, George Lucas, Stvan Szabo, Francis Ford Coppola e outros) - Editorial  Voluntad, Colombia, 1995. Também publicado em português: Simples Assim, Editora Intermeios, 2012.
E, também organizou e editou o "Roteyros do Terceiro Mundo", de Glauber Rocha, Editora Alhambra,1983.